# 7114 Weinek
7114 Weinek è un asteroide della fascia principale. Scoperto nel 1986, presenta un'orbita caratterizzata da un semiasse maggiore pari a 3,1381306 UA e da un'eccentricità di 0,1356817, inclinata di 5,18736° rispetto all'eclittica.